# Канубеляс
Канубе́ляс (кат. Canovelles) - муніципалітет, розташований в Автономній області Каталонія, в Іспанії. Код муніципалітету за номенклатурою Інституту статистики Каталонії - 80410. Знаходиться у районі (кумарці) Бальєс-Уріантал (коди району - 41 та VR) провінції Барселона, згідно з новою адміністративною реформою перебуватиме у складі Баґарії (округи) Барселона. 

## Населення
Населення міста (у 2023 р.) становить 17 051 особа (з них менше 14 років - 16%, від 15 до 64 - 72,2%, понад 65 років - 11,8%). У 2006 р. народжуваність склала 224 особи, смертність - 85 осіб, зареєстровано 59 шлюбів. У 2001 р. активне населення становило 6.592 особи, з них безробітних - 716 осіб.

Серед осіб, які проживали на території міста у 2001 р., 7.050 народилися в Каталонії (з них 5.526 осіб у тому самому районі, або кумарці), 5.013 осіб приїхало з інших областей Іспанії, а 849 осіб приїхало з-за кордону. 

Університетську освіту має 5,2% усього населення. 

У 2001 р. нараховувалося 4.214 домогосподарств (з них 13% складалися з однієї особи, 24,9% з двох осіб,24,2% з 3 осіб, 25,6% з 4 осіб, 8,5% з 5 осіб, 2,7% з 6 осіб, 0,6% з 7 осіб, 0,3% з 8 осіб і 0,2% з 9 і більше осіб).

Активне населення міста у 2001 р. працювало у таких сферах діяльності : у сільському господарстві - 0,8%, у промисловості - 44,7%, на будівництві - 13,8% і у сфері обслуговування - 40,6%. 

 У муніципалітеті або у власному районі (кумарці) працює 4.618 осіб, поза районом - 4.298 осіб.

### Доходи населення
У 2002 р. доходи населення розподілялися таким чином :
| \| Доходи населення за статтями доходів \| Доходи населення за статтями доходів \| Доходи населення за статтями доходів \| \| Рік \| 2002 р. \| 2001 р. \| \| ------------------------------------ \| ------------------------------------ \| ------------------------------------ \| \| Заробітна платня \| 64,7% \| 65% \| \| Доходи від ведення бізнесу \| 19,3% \| 19,3% \| \| Соціальна допомога \| 16% \| 15,7% \| |         |         |
| Доходи населення за статтями доходів |         |         |
| Рік | 2002 р. | 2001 р. |
| Заробітна платня | 64,7%   | 65%     |
| Доходи від ведення бізнесу | 19,3%   | 19,3%   |
| Соціальна допомога | 16%     | 15,7%   |

### Безробіття
У 2007 р. нараховувалося 612 безробітних (у 2006 р. - 673 безробітних), з них чоловіки становили 45,6%, а жінки - 54,4%.

## Економіка
У 1996 р. валовий внутрішній продукт розподілявся по сферах діяльності таким чином :
| \| Валовий внутрішній продукт \| Валовий внутрішній продукт \| Валовий внутрішній продукт \| \| Рік \| 1996 р. \| 1991 р. \| \| -------------------------- \| -------------------------- \| -------------------------- \| \| Сільське господарство \| 0,6% \| 1,2% \| \| Промисловість \| 51,8% \| 52,4% \| \| Будівництво \| 7,2% \| 9,2% \| \| Послуги \| 40,3% \| 37,3% \| |         |         |
| Валовий внутрішній продукт |         |         |
| Рік | 1996 р. | 1991 р. |
| Сільське господарство | 0,6%    | 1,2%    |
| Промисловість | 51,8%   | 52,4%   |
| Будівництво | 7,2%    | 9,2%    |
| Послуги | 40,3%   | 37,3%   |

### Підприємства міста

#### Промислові підприємства
| \| Промислові підприємства міста, за сферою діяльності \| Промислові підприємства міста, за сферою діяльності \| Промислові підприємства міста, за сферою діяльності \| \| Рік \| 2002 р. \| 2001 р. \| \| --------------------------------------------------- \| --------------------------------------------------- \| --------------------------------------------------- \| \| Енергетичні та водні ресурси \| 1% \| 1% \| \| Хімія та метали \| 9,4% \| 8,6% \| \| Переробка металів \| 44,8% \| 45,5% \| \| Продукти харчування \| 5,9% \| 4,8% \| \| Текстиль \| 4,4% \| 4,8% \| \| Виробництво меблів, видання \| 22,7% \| 23,4% \| \| Інше \| 11,8% \| 12% \| \| Усього підприємств \| 203 \| 209 \| |         |         |
| Промислові підприємства міста, за сферою діяльності |         |         |
| Рік | 2002 р. | 2001 р. |
| Енергетичні та водні ресурси | 1%      | 1%      |
| Хімія та метали | 9,4%    | 8,6%    |
| Переробка металів | 44,8%   | 45,5%   |
| Продукти харчування | 5,9%    | 4,8%    |
| Текстиль | 4,4%    | 4,8%    |
| Виробництво меблів, видання | 22,7%   | 23,4%   |
| Інше | 11,8%   | 12%     |
| Усього підприємств | 203     | 209     |

#### Роздрібна торгівля
| \| Підприємства роздрібної торгівлі міста, за сферою діяльності \| Підприємства роздрібної торгівлі міста, за сферою діяльності \| Підприємства роздрібної торгівлі міста, за сферою діяльності \| \| Рік \| 2002 р. \| 2001 р. \| \| ------------------------------------------------------------ \| ------------------------------------------------------------ \| ------------------------------------------------------------ \| \| Продукти харчування \| 39,8% \| 41,9% \| \| Одяг та взуття \| 20,4% \| 20,5% \| \| Товари для дому \| 11,9% \| 11,6% \| \| Книги та періодичні видання \| 3,5% \| 3,3% \| \| Промислова хімічна продукція \| 7,1% \| 8,4% \| \| Продукція, пов'язана з транспортними засобами \| 2,7% \| 2,3% \| \| Інше \| 14,6% \| 12,1% \| \| Усього підприємств \| 226 \| 215 \| |         |         |
| Підприємства роздрібної торгівлі міста, за сферою діяльності |         |         |
| Рік | 2002 р. | 2001 р. |
| Продукти харчування | 39,8%   | 41,9%   |
| Одяг та взуття | 20,4%   | 20,5%   |
| Товари для дому | 11,9%   | 11,6%   |
| Книги та періодичні видання | 3,5%    | 3,3%    |
| Промислова хімічна продукція | 7,1%    | 8,4%    |
| Продукція, пов'язана з транспортними засобами | 2,7%    | 2,3%    |
| Інше | 14,6%   | 12,1%   |
| Усього підприємств | 226     | 215     |

#### Сфера послуг
| \| Підприємства міста, що працюють у сфері послуг, за діяльністю \| Підприємства міста, що працюють у сфері послуг, за діяльністю \| Підприємства міста, що працюють у сфері послуг, за діяльністю \| \| Рік \| 2002 р. \| 2001 р. \| \| ------------------------------------------------------------- \| ------------------------------------------------------------- \| ------------------------------------------------------------- \| \| Гуртова торгівля \| 14,7% \| 16,6% \| \| Готелі та готельний бізнес \| 20,7% \| 21% \| \| Транспорт та зв'язок \| 21,4% \| 22,5% \| \| Посередницькі фінансові послуги \| 3,1% \| 3,1% \| \| Послуги підприємствам \| 4,4% \| 4,3% \| \| Послуги фізичним особам \| 27,1% \| 26,1% \| \| Нерухомість та ін. \| 8,5% \| 6,4% \| \| Усього підприємств \| 387 \| 391 \| |         |         |
| Підприємства міста, що працюють у сфері послуг, за діяльністю |         |         |
| Рік | 2002 р. | 2001 р. |
| Гуртова торгівля | 14,7%   | 16,6%   |
| Готелі та готельний бізнес | 20,7%   | 21%     |
| Транспорт та зв'язок | 21,4%   | 22,5%   |
| Посередницькі фінансові послуги | 3,1%    | 3,1%    |
| Послуги підприємствам | 4,4%    | 4,3%    |
| Послуги фізичним особам | 27,1%   | 26,1%   |
| Нерухомість та ін. | 8,5%    | 6,4%    |
| Усього підприємств | 387     | 391     |

## Житловий фонд
У 2001 р. 4,3% усіх родин (домогосподарств) мали житло метражем до 59 м2, 60,9% - від 60 до 89 м2, 22,9% - від 90 до 119 м2 і
11,9% - понад 120 м2.

З усіх будівель у 2001 р. 29,5% було одноповерховими, 45,1% - двоповерховими, 12,7
% - триповерховими, 5,7% - чотириповерховими, 2,9% - п'ятиповерховими, 3,4% - шестиповерховими,
0,4% - семиповерховими, 0,4% - з вісьмома та більше поверхами.

## Автопарк
| \| Автомобілі, зареєстровані у місті, за призначенням \| Автомобілі, зареєстровані у місті, за призначенням \| Автомобілі, зареєстровані у місті, за призначенням \| \| Рік \| 2006 р. \| 2005 р. \| \| -------------------------------------------------- \| -------------------------------------------------- \| -------------------------------------------------- \| \| Приватні автомобілі \| 74,5% \| 75,1% \| \| Мотоцикли \| 6,7% \| 6,1% \| \| Вантажівки \| 15,5% \| 15,3% \| \| Трактори \| 0,8% \| 0,8% \| \| Автобуси та ін. \| 2,6% \| 2,6% \| \| Усього автомобілів \| 9.722 шт. \| 9.452 шт. \| |           |           |
| Автомобілі, зареєстровані у місті, за призначенням |           |           |
| Рік | 2006 р.   | 2005 р.   |
| Приватні автомобілі | 74,5%     | 75,1%     |
| Мотоцикли | 6,7%      | 6,1%      |
| Вантажівки | 15,5%     | 15,3%     |
| Трактори | 0,8%      | 0,8%      |
| Автобуси та ін. | 2,6%      | 2,6%      |
| Усього автомобілів | 9.722 шт. | 9.452 шт. |

## Вживання каталанської мови
У 2001 р. каталанську мову у місті розуміли 88,9% усього населення (у 1996 р. - 88,3%), вміли говорити нею 63,2% (у 1996 р. - 
61,1%), вміли читати 61,3% (у 1996 р. - 56,4%), вміли писати 43,9
% (у 1996 р. - 38,6%). Не розуміли каталанської мови 11,1%.

## Політичні уподобання
У виборах до Парламенту Каталонії у 2006 р. взяло участь 5.124 особи (у 2003 р. - 5.824 особи). Голоси за політичні сили розподілилися таким чином:
| \| Вибори до Парламенту Каталонії \| Вибори до Парламенту Каталонії \| Вибори до Парламенту Каталонії \| \| Рік \| 2006 р. \| 2003 р. \| \| -------------------------------------- \| ------------------------------ \| ------------------------------ \| \| Конвергенція та Єднання (CiU) \| 26,3% \| 25,9% \| \| Соціалістична партія Каталонії (PSC) \| 41,4% \| 45,4% \| \| Народна партія (PP) \| 11,9% \| 12,8% \| \| Ініціатива за зелену Каталонію (IC) \| 6,7% \| 6,3% \| \| Республіканська лівиця Каталонії (ERC) \| 7,9% \| 8,1% \| \| Громадянська партія (C's) \| 2,9% \| 0% \| \| Інші \| 2,9% \| 1,4% \| |         |         |
| Вибори до Парламенту Каталонії |         |         |
| Рік | 2006 р. | 2003 р. |
| Конвергенція та Єднання (CiU) | 26,3%   | 25,9%   |
| Соціалістична партія Каталонії (PSC) | 41,4%   | 45,4%   |
| Народна партія (PP) | 11,9%   | 12,8%   |
| Ініціатива за зелену Каталонію (IC) | 6,7%    | 6,3%    |
| Республіканська лівиця Каталонії (ERC) | 7,9%    | 8,1%    |
| Громадянська партія (C's) | 2,9%    | 0%      |
| Інші | 2,9%    | 1,4%    |

У муніципальних виборах у 2007 р. взяло участь 5.126 осіб (у 2003 р. - 5.902 особи). Голоси за політичні сили розподілилися таким чином:
| \| Муніципальні вибори \| Муніципальні вибори \| Муніципальні вибори \| \| Рік \| 2007 р. \| 2003 р. \| \| -------------------------------------- \| ------------------- \| ------------------- \| \| Конвергенція та Єднання (CiU) \| 13,8% \| 13,7% \| \| Соціалістична партія Каталонії (PSC) \| 54,9% \| 56,8% \| \| Народна партія (PP) \| 10% \| 10,6% \| \| Ініціатива за зелену Каталонію (IC) \| 10,5% \| 10,6% \| \| Республіканська лівиця Каталонії (ERC) \| 6,6% \| 8,4% \| \| Громадянська партія (C's) \| 0% \| 0% \| \| Інші \| 4,2% \| 0% \| |         |         |
| Муніципальні вибори |         |         |
| Рік | 2007 р. | 2003 р. |
| Конвергенція та Єднання (CiU) | 13,8%   | 13,7%   |
| Соціалістична партія Каталонії (PSC) | 54,9%   | 56,8%   |
| Народна партія (PP) | 10%     | 10,6%   |
| Ініціатива за зелену Каталонію (IC) | 10,5%   | 10,6%   |
| Республіканська лівиця Каталонії (ERC) | 6,6%    | 8,4%    |
| Громадянська партія (C's) | 0%      | 0%      |
| Інші | 4,2%    | 0%      |